# Robert Guillaume (homme politique)
Pour les articles homonymes, voir Robert Guillaume (homonymie) et Guillaume.
Robert Guillaume, né le 25 avril 1922 et mort le 7 avril 2004, est un homme politique français.

## Biographie
Né le 25 avril 1922 à Fontaines-en-Duesmois (Côte-d’Or), mort le 7 avril 2004 à Pougues-les-Eaux.
Titulaire du brevet supérieur, il fut nommé instituteur en 1942.
Réfractaire au STO, il se sauva du train qui l’emmenait en Allemagne et dut dès lors entrer dans la clandestinité jusqu’à la fin de la guerre.
Il épousa Suzanne Dutartre, originaire de Villechaud (58) et institutrice elle aussi, en décembre 1944.
Instituteur dans la Nièvre pendant de nombreuses années, il entra plus tard au collège de La Charité-sur-Loire comme professeur de technologie.
Militant socialiste, il fut conseiller municipal de La Charité-sur-Loire dans l’opposition dès 1965, à 43 ans. Une fois retraité, il fut maire de 1971 à 1994 et conseiller général du canton de la Charité-sur-Loire de 1973 à 1992.
En 1974, il remplaça le sénateur Pierre Petit (maire de Saint-Benin-d'Azy dans la Nièvre) décédé subitement et dont il était le suppléant. Élu en son nom propre en 1977, il restera sénateur membre du groupe socialiste jusqu’en 1992.
Fortement ancré dans ce territoire qu’est la Nièvre, il était une des figures importantes de la politique dans le département.
Il fut fait chevalier de la Légion d’honneur le 1er janvier 1993, distinction remise par François Mitterrand en avril suivant.

## Détail des fonctions et des mandats
Mandat parlementaire
1971 à 1994 : Maire de La Charité sur Loire (Nièvre)
1973 - 1992: Membre du conseil général de la Nièvre
- 22 septembre 1977 - 25 septembre 1983 : Sénateur de la Nièvre